# Gmina Kamieńsk
Die Gmina Kamieńsk ['kamʲɛɲsk] ist eine Stadt-und-Land-Gemeinde im Powiat Radomszczański der Woiwodschaft Łódź in Polen. Ihr Sitz ist die gleichnamige Stadt mit etwa 2770 Einwohnern.

## Geographie

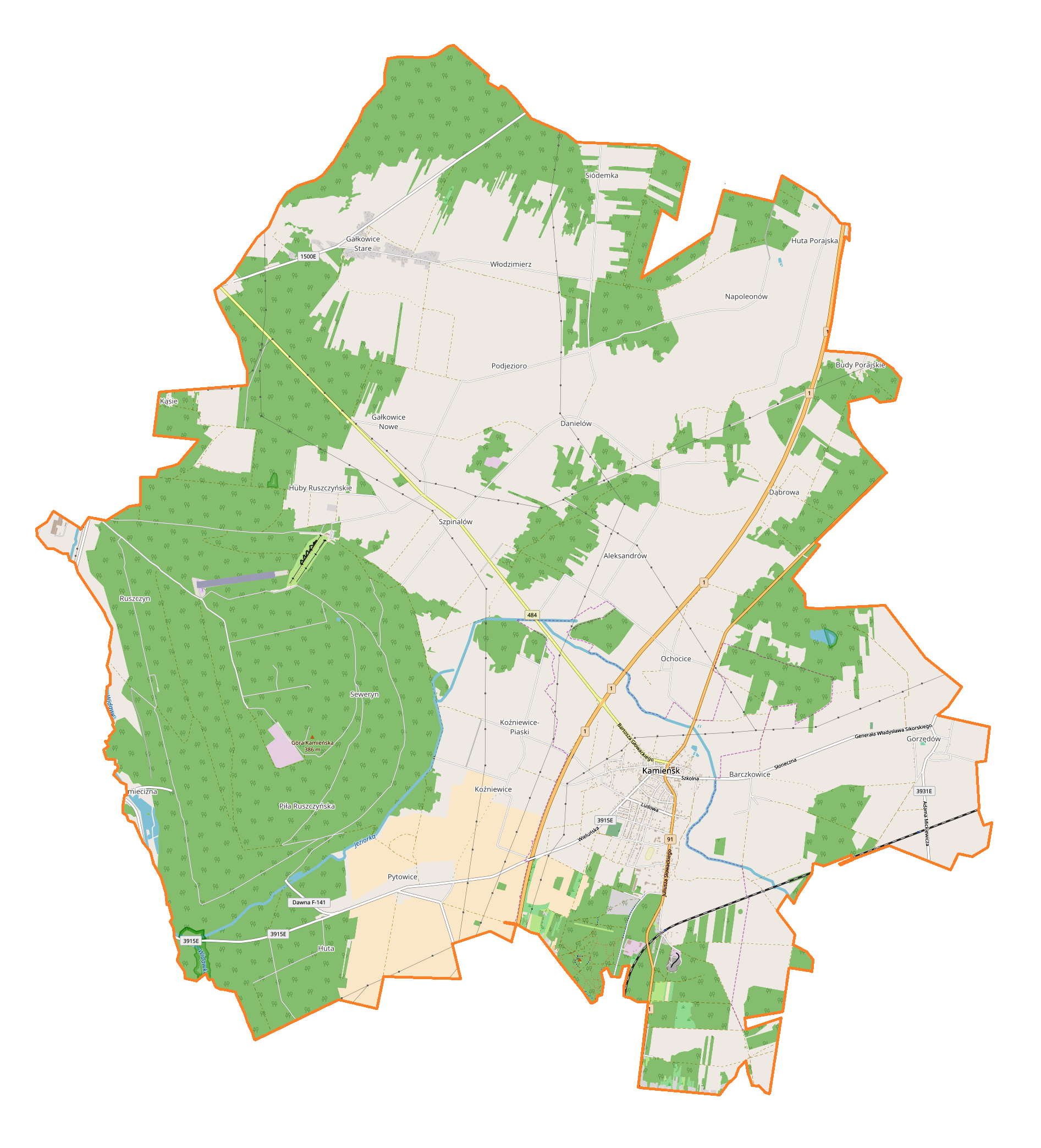
Karte der Gemeinde

Die Gemeinde liegt im Südosten der Woiwodschaft. Deren Hauptstadt Łódź liegt etwa 60 Kilometer nördlich. Sie grenzt an die Gemeinden Bełchatów, Dobryszyce, Gomunice, Gorzkowice, Kleszczów, Rozprza und Wola Krzysztoporska.
Die Gemeinde hat eine Fläche von 95,8 km², von der 57 Prozent land- und 33 Prozent forstwirtschaftlich genutzt werden. Die künstlich angelegte Abraumhalde Góra Kamieńska im Westen der Gemeinde ist mit 386 m n.p.m. die höchste Erhebung der Woiwodschaft.

## Geschichte
Der Hauptort der Gemeinde erhielt zum 1. Januar 1994 wieder die Stadtrechte und die Gemeinde bekam ihren heutigen Status. – Die bis 1954 bestehende Landgemeinde Kamieńsk wurde 1973 neugebildet. Sie gehörte bis 1975 zum Powiat Piotrkowski und von 1975 bis 1998 zur Woiwodschaft Piotrków, die nur in dieser Zeit bestand.

## Gliederung
Die Stadt-und-Land-Gemeinde (gmina miejsko-wiejska) Kamieńsk mit 5839 Einwohnern (Stand 31. Dezember 2020) besteht aus der Stadt selbst und 12 Dörfern mit Schulzenämtern (sołectwa). Diese sind:
Barczkowice, Dąbrowa, Danielów, Gałkowice Stare, Gorzędów, Huta Porajska, Ochocice, Koźniewice, Podjezioro, Pytowice, Szpinalów und Włodzimierz.
Weitere kleinere Orte und Siedlungen sind: Aleksandrów, Gałkowice Nowe, Huby Ruszczyńskie, Huta, Olszowiec, Michałów, Mościska, Napoleonów, Ozga, Piła Ruszczyńska, Politki, Ruszczyn, Seweryn und Siódemka.

## Denkmalgeschützte Sehenswürdigkeiten
- Pfarrkirche und Friedhof in Kamieńsk, errichtet 1899–1903[3]
- Getreidespeicher in Gorzędów (18. Jahrhundert)[4]
- Park des Herrenhauses in Pytowice (19. Jahrhundert).[5]

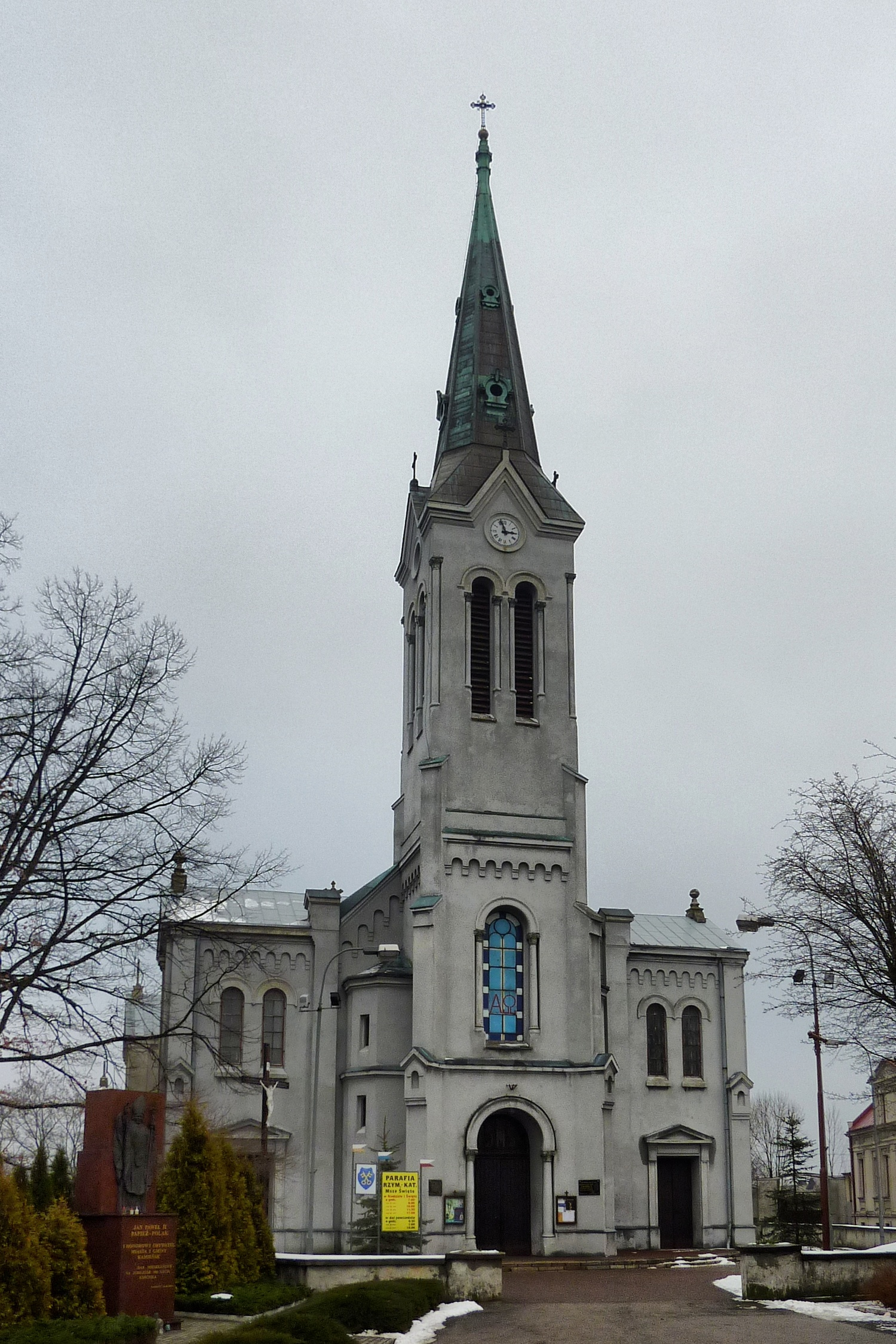
Kirche in Kamieńsk

## Verkehr
Der Hauptort liegt an der Europastraße 75 (E75/DK1) von Częstochowa nach Łódź. Der Ausbau der Landesstraße DK1 zur Autobahn A1 vom Süden Polens nach Danzig im Norden ist geplant.
Bahnanschluss besteht mit den Haltepunkten Gorzędów und Kamieńsk an der Bahnstrecke Warszawa–Katowice. Łódź ist der nächste internationale Flughafen.